# Leonardo Carboni
Leonardo Ezequiel Carboni nació en la ciudad de Río Cuarto, provincia de Córdoba, Argentina,

## Trayectoria

### Inicios en Quilmes y en el ascenso argentino
Leonardo Carboni llegó a Buenos Aires desde su ciudad natal Río Cuarto, Córdoba para hacer realidad su sueño de jugar al fútbol en Primera división. Debutó como profesional en el Quilmes Atlético Club en el año 2005. Luego, al quedar sin chances en el club de su debut profesional, Carboni pasó a jugar a Argentino de Quilmes de las categorías inferiores del ascenso. Solo se mantuvo seis meses en «el mate» debido a que esta categoría era poco para él. En el 2007 fue fichado por el Club Atlético Brown de la B Metropolitana, tercera categoría del fútbol argentino, donde estuvo una temporada. 
Para el 2008, Estudiantes de Río Cuarto, de la provincia de su nacimiento, ficha a Carboni para que juegue en la institución, donde marcó varios goles en el Torneo Argentino B. Debido a su gran cantidad de buenos partidos, Estudiantes de Buenos Aires se fijó en él y lo tuvo en cuenta para ficharlo. Por eso, en el segundo semestre del 2008, la institución que disputaba la B Metropolitana lo fichó. Allí disputó 19 partidos y convirtió 10 goles.

### Nueva Chicago
Leo Carboni arribó en el año 2008 al Club Atlético Nueva Chicago debido a sus grandes rendimientos en Estudiantes. Allí logró afianzarse de gran manera, convirtiéndose en un ídolo de la institución de Mataderos. Desde el principio, Carboni fue un poco cuestionado, pero gracias a todo lo que hizo por el club, se transformó en un referente del equipo. 
Será recordado como aquel que marcó en el triunfo 1-0 ante Chacarita en el partido de ida de Promoción, en Mataderos, y el que a la vez mojó en San Martín en la finalísima. Y también, obviamente, como ese que, de alguna manera u otra, devolvió a Chicago a la Primera B Nacional de la mano de esos goles. jamás será olvidado por la afición «verdinegra» que siempre sueña con su vuelta a la institución.
Jugó un total de 116 partidos con la camiseta de Chicago, convirtiendo 35 goles. 

### Ida al fútbol uruguayo
Luego de su gran actuación a lo largo de todo el torneo de la temporada 2012/13, Carobini fue tentado por varios equipos de Uruguay y de Chile. Chicago quiso retenerlo en su plantel, pero esto iba a ser difícil debido a que el club necesitaba el ingreso de dinero. Finalmente, el goleador emigró al Danubio Fútbol Club del fútbol uruaguayo. Esto se convirtió en una oportunidad inmejorable de poder mostrar todo lo que sabía hacer a los 27 años, en un equipo que pelearía competiciones internacionales como la Copa Sudamericana 2012. Solo disputó 2 partidos en esa copa debido a que quedó eliminado en las fases preliminares. Le convirtió un gol en uno de esos partidos a Olimpia de Paraguay. 
Luego Carboni convirtió 4 goles en los 10 partidos que disputó por el campeonato local, lo que concluyó una primera rueda que dejó mucho que desear en cuanto a lo futbolístico debido a los malos resultados obtenidos por Danubio.

### Regreso a la Argentina
A mediados del año 2013, regresó a su país natal para jugar en Independiente Rivadavia, en la Segunda División de Argentina.

## Clubes
| Club                      | País      | Año           | Partidos | Goles |
| ------------------------- | --------- | ------------- | -------- | ----- |
| Quilmes                   | Argentina | 2005          | 0        | 0     |
| Argentino de Quilmes      | Argentina | 2006          | 9        | 2     |
| Brown de Adrogué          | Argentina | 2006 - 2007   | 27       | 4     |
| Estudiantes de Río Cuarto | Argentina | 2007 - 2008   | 17       | 4     |
| Estudiantes (BA)          | Argentina | 2008 - 2009   | 33       | 10    |
| Nueva Chicago             | Argentina | 2009 - 2012   | 116      | 33    |
| Danubio                   | Uruguay   | 2012 - 2013   | 26       | 8     |
| Independiente Rivadavia   | Argentina | 2013 - 2014   | 22       | 4     |
| Atlético Venezuela        | Venezuela | 2014 - 2015   | 32       | 7     |
| Universitario de Sucre    | Bolivia   | 2015 - 2016   | 35       | 10    |
| Villa Dálmine             | Argentina | 2016-2017     | 17       | 3     |
| Talleres (RdE)            | Argentina | 2017-2018     | 21       | 4     |
| Mons Calpe                | Gibraltar | 2018-presente | 20       | 20    |

## Estadísticas
| Club                                                                          | Temporada                     | Liga  | Liga  | Copa Nac. | Copa Nac. | Copa Inter. | Copa Inter. | Total | Total |
| Club                                                                          | Temporada                     | Part. | Goles | Part.     | Goles     | Part.       | Goles       | Part. | Goles |
| ----------------------------------------------------------------------------- | ----------------------------- | ----- | ----- | --------- | --------- | ----------- | ----------- | ----- | ----- |
| Estudiantes (BA) Argentina                                                    | 2008/09                       | 19    | 10    | -         | -         | -           | -           | 19    | 10    |
| Estudiantes (BA) Argentina                                                    | Total Estudiantes             | 19    | 10    | -         | -         | -           | -           | 19    | 10    |
| Nueva Chicago Argentina                                                       | 2009/10                       | 35    | 10    | -         | -         | -           | -           | 35    | 10    |
| Nueva Chicago Argentina                                                       | 2010/11                       | 38    | 8     | -         | -         | -           | -           | 38    | 8     |
| Nueva Chicago Argentina                                                       | 2011/12                       | 42    | 15    | 1         | 2         | -           | -           | 43    | 17    |
| Nueva Chicago Argentina                                                       | Total Chicago                 | 115   | 33    | 1         | 2         | -           | -           | 116   | 35    |
| Danubio · Uruguay                                                             | 2012/13                       | 13    | 6     | -         |           | 2           | 1           | 15    | 7     |
| Danubio · Uruguay                                                             | Total Danubio                 | 13    | 6     | -         | -         | 2           | 1           | 15    | 7     |
| Independiente Rivadavia Argentina                                             | 2013/14                       | 12    | 3     | -         | -         | -           | -           | 12    | 3     |
| Independiente Rivadavia Argentina                                             | Total Independiente Rivadavia | 12    | 3     | -         | -         | -           | -           | 12    | 3     |
| Total en su carrera                                                           | Total en su carrera           | 159   | 52    | 1         | 2         | 2           | 1           | 162   | 55    |
| Última actualización: Independiente Rivadavia vs. Crucero del Norte, 12.12.13 |                               |       |       |           |           |             |             |       |       |

## Palmarés
| Club          | Campeonato                | País      | Año         |
| ------------- | ------------------------- | --------- | ----------- |
| Nueva Chicago | B Metropolitana (Ascenso) | Argentina | 2011 - 2012 |